# ШОСО „1. новембар” Чачак
Школа за основно и средње образовање „1. новембар” представља образовно васпитну установу са седиштем у Чачку. Као основна школа формирана је 10. јула 1974. године за децу и омладину лако ментално ометену у развоју, чији су ментални, телесни, емоционални и социјални развој, рашћење и сазревање, ометени тако да им је потребно обезбедити образовно-васпитни рад, по посебним наставним плановима, програмима и методима рада, посебно школована педагошки кадар, специјална наставна средства васпитно-образовног рада, као и школску и техничку опрему, која одговара психофизичким способностима, могућностима и потребама учења и даљег сазревања и развоја ове деце и омладине.
На основу одлуке Владе Републике Србије, од школске 1997/1998. године постаје Школа за основно и средње образовање и тиме школа проширује своју делатност, те поред основног образовања бави се и једногодишњим оспособљавањем за рад ученика лако ментално ометених у развоју.
Од школске 1999/2000. године школа је верификована за остваривање наставног плана средњег двогодишњег образовања и васпитања ученика лако ментално ометених у развоју, за подручје рада: машинство и обрада метала-образовни профил бравар, хемија, неметали, графичарство образовни профил графички манипулант и помоћник књиговезачке дораде, текстилство и кожарство –образовни профил конфекцијски шивач...
Школа покрива територију целог Града Чачак, општину Лучани у којој има једно издвојено одељење при ОШ „Милан Благојевић” у Лучанима које је у саставу ове школе, а покрива и део општине Горњи Милановац (наменски је грађена за ове три општине, у чему је било и учешће Републике Србије), а прима и ученике из општине Ивањица, која гравитира чачанској општини.
Настава у овој школи организована је као разредна (у млађим разредима) и као разредно–предметна (у старијим разредима и средњем образовању) и то у једној смени.
Школска зграда је изграђена 1976. године и прилагођена је нормативима за специјалне школе (учионице су по 30 метара квадратних, недостаје фискултурна сала) и задовољава потребама и намени.